# Killer Mike
Killer Mike (* 20. April 1975 in Atlanta, Georgia; bürgerlich Michael Santiago Render) ist ein US-amerikanischer Rapper und politischer Aktivist. Er ist Teil des Musiker-Kollektivs Dungeon Family und des Hip-Hop-Duos Run the Jewels. Er gilt als Vertreter des Hardcore- und Dirty-South-Raps.

## Werdegang
Render begann seine Rap-Karriere unter dem Namen Skunk (Stinktier). Den Namen Killer Mike erhielt er zu High-School-Zeiten von einem lokalen DJ, nachdem er einen Rap-Contest dominiert hatte. Der breiten Öffentlichkeit wurde er mit einem Gastauftritt auf OutKasts Single The Whole World bekannt. Sein eigener Durchbruch folgte etwa zwei Jahre später mit dem Song A.D.I.D.A.S., bei dem Big Boi mitwirkte. Das dazugehörige Album Monster erreichte in den USA die Top 10 der Charts. 
2012 gründete Killer Mike mit dem Rapper El-P das Hip-Hop-Duo Run the Jewels. Zuvor hatte El-P bereits Mikes Album R.A.P. Music produziert und die beiden waren gemeinsam erfolgreich getourt. Der Name Run the Jewels ist ein Verweis auf LL Cool Js Song Cheesy Rat Blues aus dem Jahr 1990.
Im Jahr 2023 erschien Killer Mikes Album Michael, das bei den Grammy Awards 2024 als bestes Rap-Album ausgezeichnet wurde. Die Single Scientists & Engineers, auf der André 3000, Eryn Allen Kane & Future gefeatured werden, gewann in den Kategorien bester Rap-Song und beste Rap-Performance.

## Politisches Engagement
Killer Mike wuchs als Kind politisch engagierter Eltern auf. In seiner Jugend engagierte er sich in Atlanta für Anti-Gewalt-Programme und Bildungsprogramme für Kinder. Aufsehen erregte eine spontane Rede vom 24. November 2014, als im Todesfall Michael Brown die Grand Jury entschied, kein Verfahren einzuleiten. Killer Mike eröffnete sein Konzert in Saint Louis, Missouri am Abend mit einer tränenerstickten Ansprache, in der er auf seine Kinder verwies und welche Angst er mittlerweile um diese habe. Eine Videoaufzeichnung der Rede erreichte in den USA ein nationales Publikum. Selbiges gilt für eine Rede zum Todesfall George Floyds 2020, in der er die Protestierenden zur Beendigung der Ausschreitungen in Atlanta aufrief. Konstruktive Schritte zu einer möglichen Lösung lägen für ihn in der strategischen Organisation und der Teilnahme an Wahlen.
Politisch betätigte sich Killer Mike, als er ab 2015 die US-Präsidentschaftskandidatur des Demokraten Bernie Sanders unterstützte. Killer Mike zitierte vor allem Sanders Bestreben, den Voting Rights Act wieder durchzusetzen. Laut Killer Mike ist Sanders der erste Politiker zu Mikes Lebzeiten, dessen Programm direkt wie eine Fortsetzung der Philosophie von Martin Luther King wirke. Er verkündete seine Unterstützung mehrfach öffentlich und drehte eine Reihe von Youtube-Videos mit Sanders, die über eine Million Aufrufe hatten.

## Sonstiges
2010 wirkte Killer Mike bei der amerikanischen MTV-Show Made mit, in der er als Coach einem selbsternannten Nerd innerhalb von vier Wochen half, ein „echter Rapper“ zu werden.

## Diskografie

### Alben
- 2003: Monster
- 2005: Ghetto Extraordinary
- 2006: I Pledge Allegiance to the Grind
- 2008: I Pledge Allegiance to the Grind II
- 2009: Underground Atlanta
- 2011: Pl3dge
- 2012: R.A.P. Music
- 2023: Michael

### Run the Jewels
- 2013: Run the Jewels (Fools’ Gold Records)
- 2014: Run the Jewels 2
- 2016: Run the Jewels 3
- 2020: Run the Jewels 4

### Mixtapes (mitDJ Drama)
- 2006: Gangsta Grillz, Vol. 6

### Singles
- 2002: Akshon
- 2003: A.D.I.D.A.S.
- 2006: Kryptonite (I’m on It) (feat. Big Boi, Blackowned C-Bone & Rock D The Legend; US: Gold)

## Auszeichnungen
- 2003: Grammy Award zusammen mit OutKast für The Whole World als Best Rap Performance by a Duo or Group
- 2024: Grammy Award für Michael als Best Rap Album
- 2024: Grammy Award zusammen mit André 3000, Eryn Allen Kane & Future als Best Rap Song und Best Rap Performance
- 2024: BET Award für Michael als Album of the Year